# Badules (kommunhuvudort)
Badules är en kommunhuvudort i Spanien.   Den ligger i provinsen Provincia de Zaragoza och regionen Aragonien, i den nordöstra delen av landet, 220 km öster om huvudstaden Madrid. Badules ligger 920 meter över havet och antalet invånare är 105.
Terrängen runt Badules är platt åt sydväst, men åt nordost är den kuperad. Runt Badules är det mycket glesbefolkat, med 3 invånare per kvadratkilometer. Närmaste större samhälle är Daroca, 13,7 km väster om Badules. Trakten runt Badules består till största delen av jordbruksmark.